# Campanula alata
Campanula alata é uma espécie de planta com flor pertencente à família Campanulaceae. 
A autoridade científica da espécie é Desf., tendo sido publicada em Fl. Atlant. 1: 178, t. 50. 1798.

## Portugal
Trata-se de uma espécie presente no território português, nomeadamente em Portugal Continental.
Em termos de naturalidade é nativa da região atrás indicada.

## Protecção
Não se encontra protegida por legislação portuguesa ou da Comunidade Europeia.